# Rameau fémoral du nerf génito-fémoral
Le rameau fémoral du nerf génito-fémoral (ou rameau terminal externe du nerf génito-fémoral) est un nerf sensitif du membre inférieur.

## Origine
Le rameau fémoral du nerf génito-fémoral est une branche terminale du nerf génito-fémoral qui nait au-dessus du ligament inguinal.

## Trajet
Le rameau fémoral du nerf génito-fémoral descend le long de l'artère iliaque externe, en envoyant quelques filaments autour de celle-ci. Il passe sous le ligament inguinal et pénètre dans la gaine des vaisseaux fémoraux. Il se situe superficiellement et latéralement à l'artère fémorale. Il perfore ensuite cette gaine et le fascia lata. Il se termine en innervant les téguments de la partie supérieure du triangle fémoral.

## Galerie

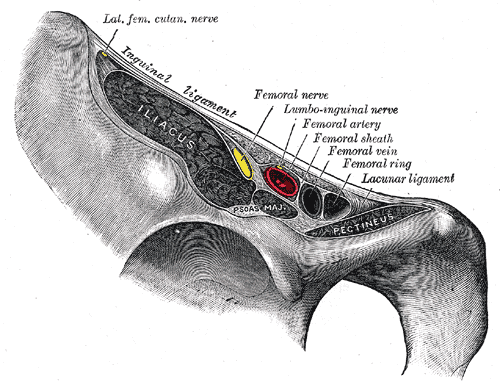
Structures passant derrière le ligament inguinal.